# František Nejdl
František Nejdl (1. července 1896, Hradiště, okres Plzeň-jih – 4. července 1975, Praha) byl český architekt, žák a spolupracovník Antonína Engela.

## Život
Narodil se 1. července 1896 v obci Hradiště, která je nyní součástí Blovic u Plzně. Byl jedním z devíti dětí v rodině zámeckého zahradníka. Navštěvoval obecnou a měšťanskou školu v Blovicích a ve studiu pokračoval na II. české reálce v Plzni. Po absolvování středoškolského studia byl v roce 1914 přijat na České vysoké učení technické v Praze, kde studoval obor architektury a pozemního stavitelství. Během studia si přivydělával kondicemi, protože finanční situace početné rodiny, ze které pocházel byla velmi tíživá. V roce 1915 nastoupil vojenskou službu, ale v následujícím roce 1916 byl raněn. V důsledku válečných útrap onemocněl v roce 1918 malárií a španělskou chřipkou a ke studiu se mohl vrátit až v roce 1919. Studium ukončil v roce 1925 a získal titul Ing. arch. později, v roce 1948, získal ještě akademický titul doktor věd (Dr. techn.).
Ještě během studia byl zaměstnán u profesora ČVUT Antonína Engela, kde získal praxi při projektování a technické a organizační přípravě řízení staveb. Tuto praxi pak využil jako stavitel při přípravě a realizaci staveb, kde se podílel zejména na jejich technické a ekonomické optimalizaci. Spolupracoval úzce se známými architekty (Jan Gillar, Milan Babuška, František Marek, Ferdinand Fencl a další). Později některé stavby také projektoval.
Ve svém odborném vývoji prošel František Nejdl všemi technickými disciplínami. V letech 1945–1959 se podílel jako správce stavby na společensky významných úkolech při obnově vyhlazených osad Lidic a Ležáků.
František Nejdl zemřel 4. července 1975 v Praze.

## Dílo

### Výstavba škol a jejich zařízení
- Masarykovy koleje, Praha 6-Dejvice
- Francouzské školy, Praha 6-Dejvice (Bílá 1, Božkova 3)[4]
- Ruské gymnázium, Praha 4-Pankrác
- Obecná a měšťanská škola, Blovice

### Výstavba veřejných budov
- Národní technické muzeum v Praze, Praha 7-Letná
- Česká spořitelna, Blovice

### Poválečná obnova obcí
- výstavba obce Lidice (1945–1959)
- výstavba obce Ležáky

### Realizované projekty
- budova v Areálu Státního výzkumného ústavu zemědělského v Praze 6-Dejvicích (prodloužení severovýchodního křídla historické budovy, 1959)
- funkcionalistický rodinný dům, Na pískách 1667/36, Praha 6-Dejvice (Hanspaulka)

## Ocenění
- Řád akademických palem  (důstojník)[2]